# Plagiognathus delicatus
Plagiognathus delicatus är en insektsart som först beskrevs av Philip Reese Uhler 1887.  Plagiognathus delicatus ingår i släktet Plagiognathus och familjen ängsskinnbaggar. Inga underarter finns listade i Catalogue of Life.